# Ficinia zeyheri
Ficinia zeyheri är en halvgräsart som beskrevs av Johann Otto Boeckeler. Ficinia zeyheri ingår i släktet Ficinia och familjen halvgräs. Inga underarter finns listade i Catalogue of Life.